# Порчър (остров)

Остров Порчър (на английски: Porcher Island) е 8-ият по големина остров край западните брегове на Канада в Тихия океан. Площта му е 521 km2, която му отрежда 64-то място сред островите на Канада. Административно принадлежи към канадската провинция Британска Колумбия.

## География
Островът се намира край северното крайбрежие на Британска Колумбия. На север широкият 1,5 км проток Иди го отделя от остров Прескът, а на 8,4 км на североизток, през залива Чатъм е остров Смит. На изток протока Арчър (широк 3 км) го отделя от остров Кенеди, а на юг широкият 2 км проток Огдън – от големия остров Пит. Далеч на запад през протока Хеката са о-вите Кралица Шарлота. На югозапад от острова, през протока Киткатла е разположен архипелаг от три големи (Гошен, Делхин и Спасър) острова и множество малки островчета и скали. Като цяло конфигурацията на острова е почти кръгла с размери от запад на изток 34 км, а от север на юг 29 км.
Бреговата линия с дължина 267 километра е неравномерно разчленена. За разлика от северното, източното и южното крайбрежие, което е слабо разчленено, то югозападното и особено западното е изпъстрено с множество по-малки и по-големи заливи и полуострови. Тук се намира залива Китлатла, заграден от запад от дългия и тесен полуостров Порчър, а в залива се намира малкия остров Гърд. От залива на изток започва дълъг и тесен фиордов залив Порчър, който се врязва на 13,7 км навътре и пачти разделя острова на две части. В западната част на острова се намира широкия залив Овал (Овален залив) дълга над 6 км плажна ивица.
По-голямата част на острова е хълмиста с максимална височина от 892 метра (връх Еджерия) в южната част.
Климатът е умерен, морски, влажен, предпоставка за пълноводни почти през цялата година къси реки. Голяма част от острова е покрит с гъсти иглолистни гори, които предоставят идеални условия за богат растителен и животински свят. На него виреят множество ендемични растения от червен кедър, жълт кедър, планински бучиниш, характерен за острова вид папрат, ягоди Буш и скунксово зеле. В многобройните заливи и в устията на малките реки гнездят хиляди водолюбиви птици.

## История
Островът е открит през 1789 г. от британския морски капитан Уилям Дъглас. До 1867 г. той е безименен, когато британския капитан Даниел Пендер го кръщава в чест на Едуин Огъстъс Порчър (1821 – 1878) изследвал и картирал тези райони през 1866 – 1868 г.
През 2008 г. на острова живеят 37 души в три ваканционни селища, изградени за отдих и туризъм – на брега на залива Хънтс (54°04′15″ с. ш. 130°26′55″ з. д. / 54.070833° с. ш. 130.448611° з. д.), на залива Хъмпбак (54°05′13″ с. ш. 130°23′41″ з. д. / 54.086944° с. ш. 130.394722° з. д.) в северната част на острова и в устието на река Оона (53°56′58″ с. ш. 130°15′35″ з. д. / 53.949444° с. ш. 130.259722° з. д.), вливаща се от север в протока Огдън, където живеят 30 души от всичките 37 на острова. Селището Оона е създадено още преди Първата световна война, в което се произвеждат специални дървени лодки за улов на сьомга. От 1928 до 1932 г. в селището на залива Хъмпбак функционира консервна фабрика за преработка на сьомга, а след като същата е закрита до 1980 г. се използва за складова база.
|  | Тази страница частично или изцяло представлява превод на страницата Porcher Island в Уикипедия на английски. Оригиналният текст, както и този превод, са защитени от Лиценза „Криейтив Комънс – Признание – Споделяне на споделеното“, а за съдържание, създадено преди юни 2009 година – от Лиценза за свободна документация на ГНУ. Прегледайте историята на редакциите на оригиналната страница, както и на преводната страница, за да видите списъка на съавторите. ВАЖНО: Този шаблон се отнася единствено до авторските права върху съдържанието на статията. Добавянето му не отменя изискването да се посочват конкретни източници на твърденията, които да бъдат благонадеждни. |